# Triosteum
Genre
Classification phylogénétique
Triosteum est un genre de plantes herbacées de la famille des Caprifoliacées. Elles sont présentes en Chine, en Amérique du Nord et au Japon.

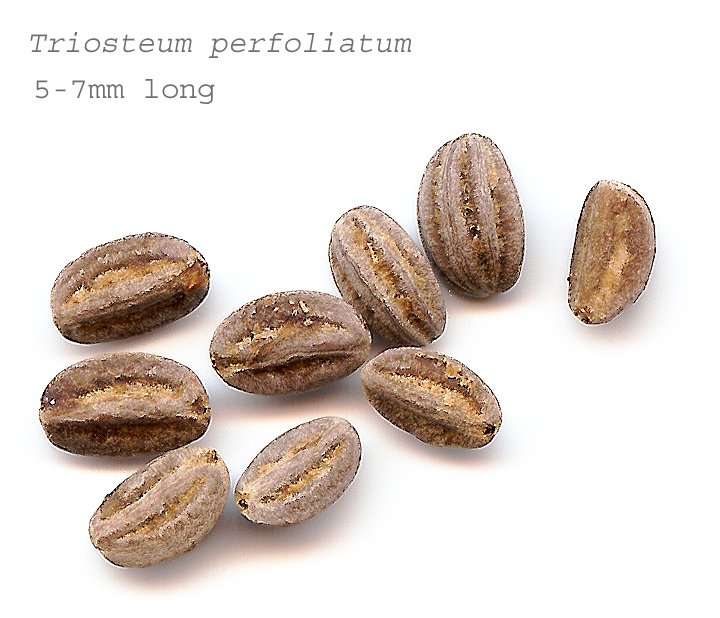
Graines

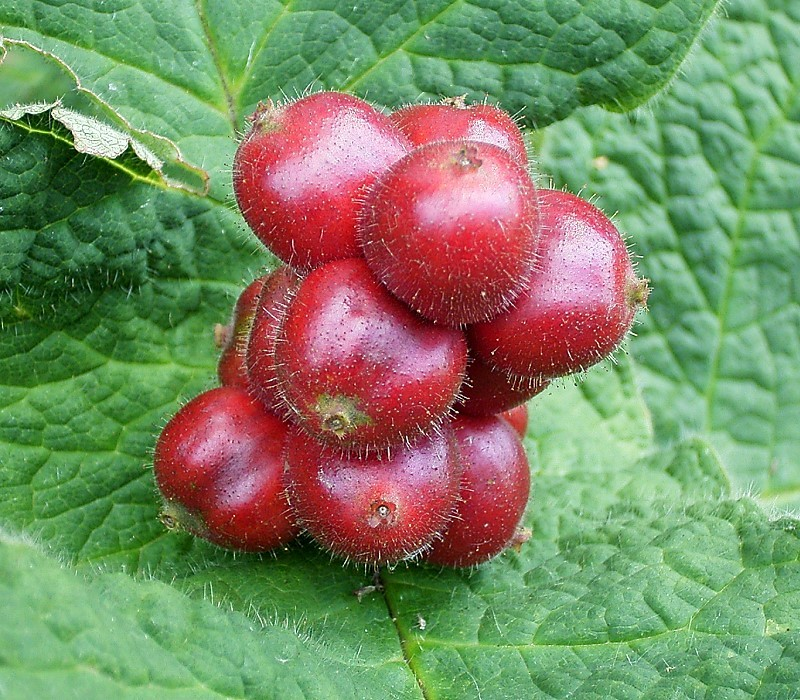
Fruits de Triosteum himalayanum

## Liste des espèces
Natives d'Amérique du Nord :
- Triosteum aurantiacum
- Triosteum angustifolium
- Triosteum perfoliatum

Natives de Chine :
- Triosteum himalayanum
- Triosteum pinnatifidum

Natives du Japon :
- Triosteum sinuatum